# Kathryn Bigelow
Kathryn Bigelow (ur. 27 listopada 1951 w San Carlos) – amerykańska reżyserka, scenarzystka i producentka filmowa. Tworzy obrazy różnorodne gatunkowo: science fiction, filmy akcji, horrory. Pierwsza laureatka Oscara za najlepszą reżyserię, jedna z ośmiu kobiet nominowanych do tej nagrody.

## Młodość
Urodziła się w San Carlos w Kalifornii jako jedyne dziecko kierownika sklepu z farbami i bibliotekarki.
Zaczynała jako malarka. Przez dwa lata studiowała malarstwo w San Francisco Art Institute, a potem zdobyła prestiżowe stypendium Programu Samodzielnych Studiów Whitney Museum w 1971. Odbyła też podyplomowe studia filmowe na Columbia University, w zakresie teorii i krytyki.

## Kariera
Jej pierwszy krótkometrażowy film, The Set-Up (1978), to 20-minutowa dekonstrukcja przemocy w filmie. Pierwszy jej film fabularny to The Loveless (1982) o motocyklistach, gdzie współreżyserem był Monty Montgomery. Następnie wyreżyserowała Blisko ciemności (Near Dark, 1987), na podstawie scenariusza napisanego we współpracy z Erikiem Redem. Film wzbudził zainteresowanie zarówno krytyków, jak i fanów horrorów dzięki swej niezwykłej mieszance gatunków, łączącej film o wampirach i western.
W Błękitnej stali (Blue Steel) gwiazdą jest Jamie Lee Curtis, grająca policjantkę-nowicjuszkę świadomą własnej delikatności. Kultowy film Na fali (Point Break) to rola Keanu Reevesa jako agenta FBI, który udaje surfera, aby schwytać grupę złodziei okradających banki.
W 1995 powstał film Dziwne dni, gdy fascynowano się rzeczywistością wirtualną. Scenarzystą i producentem był James Cameron, były już wtedy mąż reżyserki. Film nie przyciągnął zbyt wielkiej widowni. Jest to thriller neo-noir z akcją w Los Angeles na przełomie wieków. Gwiazdami są Ralph Fiennes i Angela Bassett, ta ostatnia jako silna kobieta, jedna z wielu w filmach Bigelow. W scenie finałowej pojawiły się dziesiątki tysięcy statystów.
2000 to film Przekleństwo wyspy, na podstawie powieści pod tym samym tytułem Anity Shreve, portret dwóch kobiet uwięzionych w dusznych związkach. Nie ma tu technicznych fajerwerków, jest tylko tematyka rodzinna.
W 2002 wyreżyserowała film K-19 (K-19: The Widowmaker), z Harrisonem Fordem, o grupie mężczyzn na pokładzie pierwszego sowieckiego okrętu podwodnego o napędzie atomowym. Film okazał się kasowym niewypałem, mimo pełnej akcji fabuły i dbałości o szczegóły.
Kolejny film Bigelow to The Hurt Locker. W pułapce wojny (2008). Obraz ten, traktujący o wojnie w Iraku, stał się największym sukcesem artystycznym reżyserki i przyniósł jej nominację do Oscara za reżyserię, a następnie i samą nagrodę. Oscara otrzymała na gali 7 marca 2010, będąc pierwszą kobietą w historii uhonorowaną Oscarem za reżyserię.
Dla telewizji nakręciła odcinki seriali Wydział zabójstw Baltimore 3 (1997-98), Wild Palms (1993) i kilku innych, np. Karen Sisco. Wyreżyserowała także wideoklip do utworu New Order Touched by the Hand of God.
Zasiadała w jury konkursu głównego na 55. MFF w Wenecji (1998).

## Życie prywatne
Bigelow była także modelką firmy Gap, zagrała w filmie Born in Flames (1983).
W latach 1989–1991 była żoną reżysera Jamesa Camerona.

## Filmografia

### Filmy pełnometrażowe
- 1982: The Loveless
- 1987: Blisko ciemności (Near Dark)
- 1982: The Loveless
- 1990: Zimna stal (Blue Steel)
- 1991: Na fali (Point Break)
- 1995: Dziwne dni (Strange Days)
- 2000: Przekleństwo wyspy (The Weight of Water)
- 2002: K-19 The Widowmaker
- 2008: The Hurt Locker. W pułapce wojny (The Hurt Locker)
- 2012: Wróg numer jeden (Zero Dark Thirty)
- 2017: Detroit
- 2025: Dom pełen dynamitu (A House of Dynamite)

### Filmy krótkometrażowe
- 1978: The Set-Up
- 2014: Last Days

## Nagrody
- Nagroda Akademii Filmowej
  - Najlepszy film: 2010:The Hurt Locker. W pułapce wojny
  - Najlepsza reżyseria: 2010:The Hurt Locker. W pułapce wojny
- Nagroda BAFTA
  - Najlepszy film: 2010:The Hurt Locker. W pułapce wojny
  - Najlepsza reżyseria: 2010:The Hurt Locker. W pułapce wojny
- Nagroda na MFF w Wenecji
  - Nagroda za Filmowy Wkład w Ochronę Praw Człowieka: 2008: The Hurt Locker. W pułapce wojny
  - Nagroda Katolickiej Organizacji Kinematografii i Sztuki Audiowizualnej: 2008: The Hurt Locker. W pułapce wojny
  - Nagroda im. Sergio Trasattiego: 2008: The Hurt Locker. W pułapce wojny.